# Cenefia adaeiformis
Cenefia adaeiformis is een hooiwagen uit de familie Triaenonychidae.